# Nikolaj Nekrasov
Nikolaj Aleksejevitj Nekrasov (ryska: Николай Алексеевич Некрасов), född 10 december 1821 (28 november g.s.) i Podolien, död 8 januari 1878 (27 december 1877 g.s.), var en av de mest kända ryska poeterna. 
Nekrasov mottog av sin faders tyranni i hemmet intryck som kom att kasta dystra skuggor över hela hans liv. Han sändes till Sankt Petersburg för att uppfostras till militär. I stället lät han inskriva sig vid universitetet, varefter fadern nekade honom allt understöd, och den sextonårige ynglingen måste på egen hand försöka försörja sig och levde mycket fattigt.
1840 utkom anonymt första samlingen av hans dikter och den mottogs välvilligt av kritikerna. 1847 blev han i förening med Ivan Panajev ägare av den av Aleksandr Pusjkin uppsatta tidskriften Sovremennik. Inom kort tog han över tidskriften inklusive Panajevs hustru. Nekrasov anmälde sin egen tidskrift till Tsar Alexander II:s censur, då han var så otroligt rädd för att åka i fängelse. Sedan denna 1866 blivit förbjuden övertog Nekrasov den bekanta tidskriften Otetjestvennyja zapiski (Fosterländska memoarer), vilken han redigerade till sin död. Från och med 1856 utkom den ena upplagan efter den andra av hans samlade dikter, ständigt tillökade (6:e upplagan i 2 band, 1895).
Nekrasov blev populär så som ingen annan efter Michail Lermontov. Han gisslar skoningslöst det ryska samhällets brister. Naturligtvis var det mycket av det han skrev som inte lyckades komma oskatt genom censuren. En annan del av Nekrasovs dikter rör honom själv och hans dystra minnen och lidanden. Den bittra nöd han utstått som ung hade brutit hans hälsa, och den hade i hans ögon gett penningen ett värde, som gjorde, att han till varje pris måste bli rik. Han blev det, mindre på sina skrifter än genom andra, mindre prisvärda medel. 
Nekrasov skrev bland annat sången Korobejniki, som bland annat blev känd som bakgrundsmusik till datorspelet Tetris.
Asteroiden 2907 Nekrasov är uppkallad efter honom.